# Phil Mahre
Phil Mahre, né le 10 mai 1957 à Yakima, Washington, est un skieur alpin américain originaire de White Pass, spécialiste des épreuves techniques et du combiné. Il est le premier skieur de son pays à remporter le classement général de la Coupe du monde, s'adjugeant trois gros globes de cristal consécutifs en 1981,  1982 et  1983. Il totalise 27 victoires, donc un record partagé en combiné alpin avec 11 succès. Phil Mahre  est sacré champion olympique du slalom aux Jeux de Sarajevo 1984 où il réalise un doublé avec son frère jumeau  Steve, médaillé d'argent.

## Palmarès

### Jeux olympiques
| Épreuve / Édition   | Descente | Géant | Slalom |
| JO 1976 Innsbruck   | —        | 5e    | 18e    |
| JO 1980 Lake Placid | 14e      | 10e   | Argent |
| JO 1984 Sarajevo    | —        | 8e    | Or     |

Légende :
- : première place, médaille d'or
- : deuxième place, médaille d'argent
- — : Phil Mahre n'a pas participé à cette épreuve

### Championnats du monde
| Épreuve / Édition                    | Descente | Slalom géant | Slalom  | Combiné |
| JO 1976 Innsbruck                    | —        | 5e           | 18e     | —       |
| Mondiaux 1978 Garmisch-Partenkirchen | 36e      | 5e           | Abandon | —       |
| Mondiaux 1980 Lake Placid            | 14e      | 10e          | Argent  | Or      |
| Mondiaux 1982 Schladming             | —        | Abandon      | Abandon | —       |

Légende :
- : première place, médaille d'or
- : deuxième place, médaille d'argent
- — : n'a pas participé à cette épreuve

### Coupe du monde
- Vainqueur du classement général en 1981, 1982 et 1983
  - Vainqueur de la coupe du monde de géant en 1982 et 1983
  - Vainqueur de la coupe du monde de slalom en 1982
  - Vainqueur de la coupe du monde de combiné en 1980, 1981, 1982 et 1983
  - 27 victoires : 7 géants, 9 slaloms et 11 combinés
  - 69 podiums

#### Différents classements en coupe du monde
| Saison / Épreuve | Saison / Épreuve | Général | Général | Descente | Descente | Slalom | Slalom | Géant  | Géant  | Combiné | Combiné |
| ---------------- | ---------------- | ------- | ------- | -------- | -------- | ------ | ------ | ------ | ------ | ------- | ------- |
| Saison / Épreuve | Saison / Épreuve | Class.  | Points  | Class.   | Points   | Class. | Points | Class. | Points | Class.  | Points  |
| 1976             | 1976             | 14e     | 57      | -        | -        | 7e     | 26     | 10e    | 29     | -       | -       |
| 1977             | 1977             | 9e      | 100     | -        | -        | 12e    | 25     | 4e     | 72     | -       | -       |
| 1978             | 1978             | 2e      | 116     | -        | -        | 3e     | 66     | 3e     | 84     | -       | -       |
| 1979             | 1979             | 3e      | 155     | -        | -        | 2e     | 107    | 18e    | 27     | -       | -       |
| 1980             | 1980             | 3e      | 132     | -        | -        | 12e    | 39     | 9e     | 43     | 1er     | 67      |
| 1981             | 1981             | 1er     | 266     | 32e      | 10       | 2e     | 97     | 3e     | 84     | 1er     | 102     |
| 1982             | 1982             | 1er     | 309     | 26e      | 9        | 1er    | 120    | 1er    | 105    | 1er     | 75      |
| 1983             | 1983             | 1er     | 285     | 18e      | 28       | 6e     | 75     | 1er    | 107    | 1er     | 75      |
| 1984             | 1984             | 15e     | 85      | 39e      | 2        | 9e     | 44     | 19e    | 24     | 11e     | 15      |

#### Détail des victoires
| Saison / Épreuve | Géant             | Slalom                                        | Combiné                                                                                | Total |
| 1977             | Val d'Isère I     | Sun Valley                                    | –                                                                                      | 2     |
| 1978             | Stratton Mountain | Chamonix (Arlberg-Kandahar)                   | –                                                                                      | 2     |
| 1979             | –                 | Jasna                                         | Crans Montana                                                                          | 2     |
| 1980             | –                 | –                                             | Val-d'Isère                                                                            | 1     |
| 1981             | Aspen             | Åre Furano                                    | / Garmisch / Morzine / Kitzbühel / Oberstaufen Sankt Anton (Arlberg-Kandahar)          | 6     |
| 1982             | Kranjska Gora     | Madonna di Campiglio Wengen Jasna Montgenèvre | / Val-d'Isère / Aprica Val Gardena / Madonna di Campiglio / Kitzbühel II / Bad Wiessee | 8     |
| 1983             | Aspen Vail Furano | –                                             | Kitzbühel Sankt Anton (Arlberg-Kandahar) / Kitzbühel I / Le Markstein I                | 6     |
| Total            | 7                 | 9                                             | 11                                                                                     | 27    |

### Arlberg-Kandahar
- K de diamant
- Vainqueur du Kandahar 1981 à Sankt Anton et 1983 à Sankt Anton
  - Vainqueur du slalom 1978 à Chamonix